# Площадь Победы (Калининград)
Пло́щадь Побе́ды (до 1934 года — Ганза-плац, то есть Ганзейская площадь; в 1934—1945 годах — Адольф-Гитлер-плац) — главная площадь в Калининграде, расположенная в центре города. Является крупным транспортным узлом города и местом сосредоточения многих организаций и учреждений.
Названа в честь Победы Красной армии и советского народа над нацистской Германией в Великой Отечественной войне (1941—1945).

## История
До начала XX века на месте нынешней площади Победы располагались Штайндаммские и Трагхаймские ворота укреплений города-крепости Кёнигсберга. В начале XX века сооружения внутреннего кольца городских укреплений потеряли военное значение, были выкуплены городом и снесены. Трагхайимские ворота были снесены в 1910 году, Штайндаммские — в 1912 году.
Примерно на их месте была устроена площадь Ганза-плац (Hansaplatz), то есть нынешняя площадь Победы. Средневековый Кёнигсберг входил в Ганзейский союз.
В 1920—1923 годах был построен комплекс павильонов Восточной ярмарки, главные ворота располагались на северной оконечности площади. На противоположной стороне площади было выстроено здание торговых представительств, позднее оно стало использоваться кёнигсбергским городским правлением.
После прихода нацистов к власти в Германии площадь была переименована в Адольф-Гитлер-плац (площадь Адольфа Гитлера).
После Победы Советского Союза над гитлеровской Германией в Великой Отечественной войне (1941—1945) и образования Калининградской области площадь стала называться площадью Победы. 
В 1953 году на площади Победы был установлен памятник И. В. Сталину. В ноябре 1958 года он был заменён на памятник В. И. Ленину работы скульптора Валентина Топуридзе, а памятник Сталину перенесён в сквер на Театральной улице.
В 1996 году рядом с площадью началось строительство Храма Христа Спасителя. В преддверии 750-летнего юбилея Калининграда площадь была капитальным образом реконструирована. С площади был убран памятник Ленину, а также снесли трибуны. Первое время власти заявляли, что после реконструкции памятник вернут, однако после долгих препирательств местных властей (упорно отказывавшихся возвращать его на прежнее место в центре Калининграда) памятник был перенесён в сквер перед Домом искусств (бывший кинотеатр «Октябрь»). В ходе реконструкции на площади устроили фонтаны и установили Триумфальную колонну, напоминающую Александровскую колонну в Санкт-Петербурге.

## Расположены на площади
На площади или в непосредственной близости от неё расположены следующие организации и учреждения:
- Торговый центр «Калининградский пассаж»
- Главный корпус Калининградского государственного технического университета
- Здание мэрии Калининграда. Было построено как здание для представительств фирм-участников Восточной ярмарки, но позднее использовалось кёнигсбергским муниципалитетом. После войны было сильно перестроено
- Торговый центр «Европа-центр»
- Торгово-деловой центр «Clover Citycenter»
- Храм Христа Спасителя
- Церковь Петра и Февронии Муромских
- Калининградский деловой центр, ранее — дом межрейсового отдыха моряков, до войны — Северный вокзал, построен в 1930 году[6].

## Транспорт
Площадь Победы — крупный транспортный узел Калининграда. Здесь сходятся важнейшие транспортные артерии города — Ленинский проспект, улица Черняховского, Советский проспект, проспект Мира, Гвардейский проспект.
В непосредственной близости от площади расположена железнодорожная станция Калининград-Северный (Северный вокзал), вторая по важности станция Калининграда (после Южного вокзала). Но после постройки ТЦ «Калининградский пассаж» Северный вокзал с площади не виден.
По площади Победы проходит большое количество маршрутов общественного транспорта — автобусов, трамваев (маршруты № 3, 5), троллейбусов (маршруты № 1, 2, 7), маршрутных такси.

## Фотогалерея
- Вид на площадь
- Мэрия Калининграда
- Калининградский пассаж
- Храм Христа Спасителя
- Церковь Петра и Февронии Муромских
- Триумфальная колонна